# Battaglia di Djahy
La battaglia di Djahy fu una battaglia campale tra le forze del faraone Ramses III e i Popoli del Mare. Lo scontro si verificò lungo la frontiera settentrionale dell'impero, presso Djahy, nel sud dell'attuale Libano, nel 1178 a.C., e in essa gli egiziani, guidati personalmente da Ramses III, sconfissero i Popoli del Mare che stavano tentando di invadere l'Egitto. 
Quasi tutto ciò che sappiamo sulla battaglia proviene dalle raffigurazioni e dalle iscrizioni del tempio funerario di Ramesse III a Medinet Habu. La descrizione della battaglia e dei prigionieri è ben documentata sulle pareti dei tempio, dove si trova anche la più lunga iscrizione geroglifica a noi nota. I rilievi del Tempio illustrano i prigionieri sconfitti in battaglia.

## Svolgimento
Prima della battaglia, i Popoli del Mare avevano saccheggiato il Regno di Amurru, uno stato vassallo degli Ittiti, che si trovava vicino al confine con l'impero egiziano. Questo diede il tempo al faraone per prepararsi all'assalto previsto degli invasori. Ramesse III in una delle iscrizioni del suo tempio a Medinet Habu riporta: "ho rafforzato la mia frontiera a Zahi (Djahy).. preparata prima di loro."
Ramesse III si riferisce alla battaglia contro i popoli del mare con termini netti:

## Conseguenze
Anche se la battaglia si concluse, secondo le fonti egiziane, con una vittoria, la guerra con i popoli del mare non era ancora finita. I popoli del mare attaccarono in seguito l'Egitto con la loro flotta, presso la foce del Nilo. Questi invasori furono nuovamente sconfitti in una grande battaglia navale durante la quale molti furono uccisi dalla pioggia di frecce egiziane, o trascinati via dalle loro navi e uccisi sulle rive del fiume Nilo dagli uomini di Ramesse III.
Anche se il faraone li sconfisse, non poté tuttavia impedire loro di stabilirsi nella parte orientale dell'impero, nella terra di Canaan.